# アレッサンドロ・サンナ
アレッサンドロ・サンナ（Alessandro Sanna、1975年 - ）は、イタリアのヴェネト州ノガーラ生まれのイラストレーター。

## 人物・作品
2006年Hai mai visto Mondrian? (君はモンドリアンを見たか？)で、《イタリア・アンデルセン賞》の最優秀アート絵本部門賞に輝く。2009年に同賞の最優秀画家賞を受賞。2013年に発表した、文章のない絵本 Fiume lento (ゆったりと流れる川)では、流れるような美しい色彩の絵だけでストーリーを紡ぎ出す画力が高く評価され、《イタリア・アンデルセン賞》最優秀絵本賞を受賞、世界的に注目される。2015年に発表したPinocchio prima di Pinocchio(ピノッキオ以前のピノッキオ)も、各国で刊行されている。2019年には、絵だけで地球の歴史を物語る大作Come questa pietra. Il libro di tutte le guerre(この石のように――すべての戦いの本)を発表した。